# Elecciones generales de Namibia de 2024
Las elecciones generales se celebraron en Namibia el 27 de noviembre de 2024con el objetivo de renovar la presidencia de la República y 96 de los 104 escaños de la Asamblea Nacional. Fueron las séptimas elecciones generales del país desde que se independizó de la Sudáfrica del apartheid en 1990.
El 3 de diciembre de 2024, Netumbo Nandi-Ndaitwah, del partido gobernante SWAPO, fue declarada ganadora de las elecciones. Está a punto de convertirse en la primera mujer presidenta de Namibia. Los resultados de la Asamblea Nacional fueron los más débiles de la SWAPO desde la independencia de Namibia en 1990.

## Antecedentes
El presidente saliente, Hage Geingob, falleció tras recibir tratamiento contra el cáncer el 4 de febrero de 2024 y fue sustituido por su vicepresidente, Nangolo Mbumba, que cumplirá el resto de su mandato, que expira el 21 de marzo de 2025. Mbumba ha anunciado que no tiene intención de postularse a la presidencia.
En 2019, el partido gobernante SWAPO recibió el 56% de los votos, frente al 87% de 2014. La SWAPO, que ganó su base luchando contra el apartheid en 1990, parece estar perdiendo apoyo entre los votantes jóvenes, que están insatisfechos con las bajas tasas de empleo. La tasa de desempleo actual ronda el 20%.
Antes de las elecciones, las campañas de desinformación en línea se dirigieron a varios candidatos. Estas campañas incluían falsas acusaciones de que el candidato de la oposición, Panduleni Itula, era un "agente británico", supuestas imágenes de otro candidato de la oposición, Bernadus Swartbooi, haciendo declaraciones tribales hacia Itula, y una imagen generada artificialmente de la candidata de la SWAPO, Netumbo Nandi-Ndaitwah, desmayándose en un mitin. Varios políticos acusaron al ZANU-PF de difundir información falsa.

## Sistema electoral
El presidente de la República de Namibia es elegido por voto popular y directo para un mandato de cinco años, con posibilidad de una sola reelección, mediante el sistema de segunda vuelta electoral. Si ningún candidato recibe más del 50% en la primera ronda de votación, se realizará una segunda vuelta. Desde la instauración de la presidencia electa en 1994, ninguna elección ha requerido segunda vuelta, y habitualmente los candidatos de la SWAPO superan holgadamente los tres cuartos de los sufragios válidos.
Los 104 miembros de la Asamblea Nacional consisten en 96 escaños elegidos y ocho miembros (sin derecho a voto) designados por el presidente de la República. Los 96 miembros electos son elegidos mediante escrutinio proporcional plurinominal con listas cerradas. El país se encuentra dividido en catorce regiones, las cuales actúan a su vez como circunscripciones electorales de múltiples miembros. Los escaños se distribuyen mediante el método del resto mayor.

## Candidatos
Como el presidente Geingob no podía ser reelegido después de haber cumplido dos mandatos consecutivos, seleccionó al vice primer ministro Netumbo Nandi-Ndaitwah para que se presentara a las elecciones presidenciales como candidata de su partido, la Organización del Pueblo de África del Sudoeste (SWAPO), del que también es vicepresidenta, en 2023.  Tras la muerte de Geingob, fue nombrada vicepresidenta por el presidente Mbumba. Si gana las elecciones, sería la primera mujer presidenta de Namibia.
Otras catorce personas también se postulan para la presidencia en las elecciones. Entre ellos se encuentran el candidato presidencial de 2019, Panduleni Itula, de los Patriotas Independientes por el Cambio, el principal candidato de la oposición, el líder del Movimiento Democrático Popular, McHenry Venaani, el exviceministro Bernadus Swartbooi, del Movimiento de los Pueblos Sin Tierra, y el exalcalde de Windhoek, Job Amupanda, de Reposicionamiento Afirmativo.